# Draconarius penicillatus
Draconarius penicillatus är en spindelart som först beskrevs av Wang et al. 1990.  Draconarius penicillatus ingår i släktet Draconarius och familjen mörkerspindlar. Inga underarter finns listade i Catalogue of Life.